# .th
.th為泰國國家及地區頂級域（ccTLD）的域名。
目前泰国并不允许申请.th域名，可以申请的域名为二级的.co.th。
此外也拥有泰语的顶级域名，即，但目前受制于该国互联网法律之限制，暂不予开放注册。

## 外部連結
- IANA .th whois information（页面存档备份，存于）
- 域名后缀[]